# Harbor Freight Tools
 (novembre 2020).
Harbor Freight Tools est une entreprise privée de vente au détail d'outils et d'équipements à prix réduit, dont le siège social se trouve à Calabasas, en Californie, qui exploite une chaîne de magasins de détail, ainsi qu'une entreprise de vente par correspondance et de commerce électronique. 
L'entreprise emploie plus de 20 000 personnes aux États-Unis et possède 1 000 sites dans 48 États. Le 14 août 2019, elle a ouvert son 1000e magasin à Louisville, dans le Kentucky.

## Histoire
En 1977, Eric Smidt et son père, Allan Smidt, ont créé Harbor Freight and Salvage dans un petit bâtiment à North Hollywood, en Californie. L'entreprise a commencé comme une entreprise d'outils de vente par correspondance qui s'occupait des marchandises liquidées et retournées. Au fur et à mesure que l'entreprise s'est développée, son nom a été changé en Harbor Freight Tools. En 1985, Eric Smidt a été nommé président de la société à l'âge de 25 ans ; il a exercé ses fonctions sous ce titre jusqu'en 1999, date à laquelle il est devenu directeur général. Du milieu des années 1980 à 2010, le siège social de Harbor Freight était situé à Camarillo, en Californie.